# Rothia hypopyrrha
Rothia hypopyrrha is een vlinder uit de familie uilen (Noctuidae). De wetenschappelijke naam van deze soort is voor het eerst geldig gepubliceerd in 1878 door Butler.
De soort komt voor in tropisch Afrika.